# Русаково (Костромская область)
Русаково — деревня в Ореховском сельском поселении Галичского района Костромской области России. 

## География
Деревня расположена у реки Тёбза.

## История
Согласно Спискам населенных мест Российской империи в 1872 году село Русаково относилось к 1 стану Галичского уезда Костромской губернии. В нём числилось 12 дворов, проживало 46 мужчин и 48 женщин. В селе имелась православная церковь.
Согласно переписи населения 1897 года в селе Русаково проживало 116 человек (48 мужчин и 68 женщин).
Согласно Списку населенных мест Костромской губернии в 1907 году село Русаково относилась к Новографской волости Галичского уезда Костромской губернии. По сведениям волостного правления за 1907 год в нём числилось 25 крестьянских дворов и 71 житель. В селе имелась школа и 2 ветряные мельницы. Основными занятиями жителей села, помимо земледелия, были плотницкий и малярный промыслы. В той же волости числилось две усадьбы Русаково с населением 3 и 5 человек соответственно.
До муниципальной реформы 2010 года деревня также входила в состав Костомского сельского поселения.